# 신소윤
신소윤(1977년 8월 16일 ~ )은 대한민국의 성우이다. 1999년 KBS 27기 공채 성우로 데뷔하였다.

## 주요 출연작품

### 애니메이션
- 갓슈벨 (챔프) - 셰리
- 고스트 바둑왕 (KBS) - 한지선
- 기상천외 오드패밀리 (KBS) - 칼
- 라스트 엑자일 (애니박스) - 알비스
- 뱅글스쿨 (KBS) - 펑클린
- 빠뿌야 놀자 (KBS) - 빠삐
- 시간을 달리는 소녀 - 카호
- 아기종벌레 포포 (KBS) - 꼬물이
- 원피스 (KBS) - 뮤레
- 프리티 리듬 오로라 드림 (카툰네트워크) - 리듬
- 플리즈 티처 (애니박스) - 이치고
- 피치피치핏치 (챔프) - 하음파

### 영화
- 걸 파이트 (KBS)
- 달려라 조니 (KBS) - 영화 관람객(노엘라 바이로오)
- 러브 레터 (SBS) - 오카와(스즈키 란란) / 여자 이츠키의 친구(에미코 오사다)
- 마이너리티 리포트 (SBS) - 아가사 (사만다 모튼)
- 밀리언즈 (KBS)
- 부모님이 휴가가던 해 (KBS)
- 스컬스 (KBS)
- 시몬 (KBS) - 클라리스 (크리스티나 라이델)
- 아가사 크리스티의 창백한 말 (KBS) - 포피
- 여름연가 (KBS) - 아유
- 와이드 어웨이크 (KBS)
- 인디펜던스 데이 (SBS) - 퍼트리샤(메이 휘트먼) / 앨리샤 (리사 제이컵)
- 착신아리 파이널 (KBS) - 학생(츠네요시 리에)
- 책상 서랍 속의 동화 (KBS) - TV 방송 진행자(리범)
- 키드 (KBS) - 케니의 여친(스테파니 스프루일)
- 007 문레이커 (KBS)

### 외화
- 리치 리치(넷플릭스) - 리치 리치(제이크 브레넌)
- 마루모의 규칙 (TV조선) - 하타나카 아야 (히가 마나미)
- 백수알바, 내 집 장만기 (TV조선) - 아이코 (이가와 하루카)
- 스타는 괴로워 (KBS)
- 제너레이션 워 (CNTV)
- 1864 (CNTV)

### 방송
- TV유치원 파니파니 (KBS)

### 광고
- 초코하임
- 파워디지털 017

### 라디오
- 환타지 특급 - 드래곤 라자 (KBS) - 유스네

### 노래
- 사랑의 온도 - 피치피치핏치 퓨어 (대원방송) (배정미, 소연 성우와 합창으로 부른 우리말 번역곡)
- Ever Blue (에버블루) - 피치피치핏치 퓨어 (대원방송) (호우쇼 하논(하음파) 테마곡)
- 물빛의 선율 (하늘색 멜로디) - 피치피치핏치 퓨어 (대원방송) (퓨어편 호우쇼 하논(하음파) 테마곡)